# Sudden Strike
Sudden Strike (tạm dịch: Đột kích) là một dòng trò chơi máy tính thuộc thể loại chiến thuật thời gian thực lấy bối cảnh Thế chiến II của Nga. Người chơi chọn một phe phái (ví dụ như Liên Xô, Đức hoặc Đồng Minh) và được quyền điều khiển nhiều đơn vị quân khác nhau như bộ binh, thiết giáp và pháo binh. Trò chơi tập trung chủ yếu vào chiến thuật và tránh đi theo lối chơi thu thập tài nguyên và phát triển căn cứ của chiến lược thời gian thực. Dòng game Sudden Strike được phát triển bởi hãng Fireglow có trụ sở tại Nga và được hãng CDV của Đức phát hành.

## Các phiên bản

### Sudden Strike
Phiên bản Sudden Strike đầu tiên được phát hành vào năm 2000 bao gồm ba chiến dịch (Liên Xô, Đức và Đồng Minh). Những trận chiến được thể hiện dưới khung cảnh đồ họa 2D và tầm nhìn cố định trải dài thiết thực. Sudden Strike giúp đi tiên phong trong thể loại chiến thuật thời gian thực, xây dựng dựa trên khái niệm được đưa vào trong tựa game Counter Action dành cho hệ điều hành DOS do hãng Mindscape/SSI phát hành vào năm 1996.
Sudden Strike sử dụng chính xác vật lý trong game với những ngôi nhà và các công trình che khuất hình ảnh, tầm nhìn và tầm bắn của đơn vị quân rong khi các lùm cây có thể dùng làm chỗ nấp để giảm bớt thiệt hại của đạn pháo xe tăng. Trò chơi cho phép các đơn vị quân đồn trú trong một công trình để có một vị trí khai hỏa mạnh hơn, đặc biệt là có giá trị cho bộ binh chống tăng. Các đơn vị quân có thể dừng trận đánh và triển khai do thám đối phương vốn rất cần thiết vào đầu màn chơi. Việc đánh giá thiệt hại cũng gần giống thực tế, xe tăng hoặc các loại xe khác nếu bị thiệt hại quá nặng thì sẽ bị rơi vào trang thái bất động trừ khi người chơi cho tiến hành sửa chữa ngay lập tức.

### Sudden Strike Forever
Sudden Strike Forever là một tiện ích chính thức cho Sudden Strike được phát hành vào năm 2001, trong đó giới thiệu nhiều đơn vị quân và trang thiết bị đúng về mặt lịch sử hơn, chẳng hạn như mẫu xe tăng T-34 cải tiến (phiên bản năm 1944). Các loại địa hình mới cũng được thêm vào như địa hình sa mạc cho các màn chơi phần chiến dịch phe Anh ở Tobruk và Tripoli và địa hình tuyết cho các màn chơi phần chiến dịch phe Liên Xô. Bản mở rộng còn trau chuốt game engine, làm cân bằng thiệt hại của các đơn vị nhất định và bổ sung thêm một công cụ biên tập kịch bản màn chơi và bản đồ. Tiện ích bao gồm bốn kịch bản liên kết với nhau của mỗi chiến dịch cho phe Đức, Mỹ, Anh và Liên Xô. Các đơn vị khác được bổ sung vào phần tiện ích gồm nhưng không giới hạn cho xe thiết giáp hạng nhẹ Universal Carrier của Anh; pháo BR-5, súng phóng lựu 160mm cho quân Liên Xô và nhiều hơn nữa. Hệ thống tiếp liệu cũng đã được tinh chỉnh như khẩu đội pháo sẽ tự động tái tiếp tế đạn dược bằng các thùng đạn gần đó thay vì nhờ vào xe tải tiếp tế như trước đây nhằm tăng tính cơ động. Tuy nhiên xe tải tiếp liệu vẫn còn cần thiết để sửa chữa những thiệt hại gây ra cho các đơn vị pháo binh.
Phần chiến dịch phe Đức đưa người chơi vào bối cảnh mùa đông ở vùng hậu phương của Nga với quân đội và quân tiếp viện có sẵn hạn chế, do đó phụ thuộc vào việc chiếm được các khẩu pháo của binh sĩ Liên Xô để làm trang bị. Chiến dịch của phe Anh thì lại bắt đầu từ việc bảo vệ một cảng biển vô danh từ các cuộc tấn công của quân Đức, trong khi chiến dịch của người Mỹ sẽ diễn ra tại Pháp trong mùa thu như những tán lá mọc trên cây cối. Chiến dịch của phe Liên Xô nói về một sư đoàn thiết giáp lớn phản công trên đất Nga và đột chiếm sân bay do Wehrmacht kiểm soát. Giống như các chiến dịch ban đầu trong bản Sudden Strike đầu tiên, những chỉ dẫn đều không giải thích bối cảnh lịch sử của chiến dịch, do đó chỉ có ra mệnh lệnh tiêu chuẩn cho người chơi ví dụ như xua tan các cuộc tấn công của kẻ thù hoặc chỉ đơn giản là đi qua một sân bay được chỉ định ở phía đông và như vậy. Tiện ích cũng bao gồm 5 kịch bản người chơi cá nhân mới cho phần chơi đơn.

### Sudden Strike 2
Sudden Strike 2 cũng được phát triển bởi nhà phát triển Nga Fireglow và được CDV phát hành vào năm 2002. Trò chơi kể từ lúc chịu vài thay đổi nhỏ và có thêm tính năng thiết lập độ phân giải cao hơn và những thay đổi đồ họa khác. Phần chiến dịch vẫn còn liên quan đến Liên Xô và Đồng Minh cùng chống lại Đức Quốc xã và một quốc gia mới là Nhật Bản. Trong khi game cố gắng đạt đến độ chính xác về mặt lịch sử thì các màn chơi phần lớn là hư cấu. Các màn chơi chiến dịch của phe Mỹ trong khu vực sông Rhine và có xu hướng liên quan đến việc vay mượn trang thiết bị chiến tranh từ quân đội Đức thay vì sử dụng xe tăng và các vũ khí khác của riêng mình. Các màn chơi chiến dịch của phe Anh xoay quanh những sự kiện có thực trong lịch sử tại Wolfheze và Arnhem khi họ cố đánh chiếm cây cầu. Các màn chơi chiến dịch của phe Nhật thì lại tập trung dọc theo kiểu chiến tranh rừng rậm nhiệt đới và việc sử dụng các xe tăng có phần hạn chế trong khi các chiến dịch của phe Liên Xô dựa trên trận đánh chiếm thành phố Kharkov và những trận đánh khác dọc theo sông Dniepr do Hồng quân Liên Xô tiến hành.

### Sudden Strike: Resource War
Một phiên bản nâng cao của Sudden Strike 2 được phát hành vào năm 2005. Trò chơi bổ sung thêm các chiến dịch mới cho tất cả các phe chơi được. Kèm theo một công cụ biên tập bản đồ dùng để tạo màn chơi và chiến dịch.

### Sudden Strike 3: Arms for Victory
Sudden Strike 3 khác hẳn so với các bản khác trong dòng game ở chỗ nó là phiên bản duy nhất được dựng đồ họa 3D. Trò chơi được phát hành vào tháng 4 năm 2008 và hiện đang có một tiện ích miễn phí dành cho phiên bản này. Game bổ sung thêm phần chiến dịch Thái Bình Dương, cũng như các chiến dịch của Mỹ và Đồng Minh cùng phe Đức. Bên cạnh đó thì tính năng tạo màn cũng được cải tiến với nhiều chi tiết ví dụ như xây chiến hào.

### Sudden Strike: The Last Stand
The Last Stand được phát hành vào tháng 6 năm 2010 và là một phần tiếp theo của Sudden Strike 3 với cam kết mang trở lại một vài tính năng từ Sudden Strike 2. Giao diện người dùng được thiết kế lại để làm cho người chơi điều khiển các đơn vị quân và thực hiện chiến thuật của họ trong trò chơi được dễ dàng hơn.